# Unicamentecelentano
unicamentecelentano è una compilation di Adriano Celentano pubblicata nel 2006.
L'album contiene una canzone inedita, un duetto con Paul Anka, nella reinterpretazione di Diana (1957) che è diventata Oh Diana con testo in italiano di Mogol e Celentano. Nel 2011 il disco viene ristampato solamente in 2 CD che contiene tracce aggiuntive.
Al 15 gennaio 2007 la rivista Musica & Dischi segnala 350 000 copie vendute.

## Tracce

### Tracce dell'album del 2006

#### Disco 1
1. Il tuo bacio è come un rock  2' 01"
2. 24.000 baci  2' 18"
3. Stai lontana da me (Tower of strength)  2' 13"
4. Grazie prego scusi  2' 03"
5. Si è spento il sole  2' 56"
6. Ciao ragazzi  2' 33"
7. E voi ballate  2' 56"
8. Ringo  3' 09"
9. Mondo in mi 7a  6' 10"
10. Eravamo in 100.000  2' 28"
11. Azzurro  3' 41"
12. Miseria nera  2' 24"
13. Una carezza in un pugno  2' 56"
14. Un bimbo sul leone  3' 36"
15. Storia d'amore 4' 53"

#### Disco 2
1. Una storia come questa  4' 28"
2. La ballata di Pinocchio  6' 46"
3. Un albero di trenta piani  3' 57"
4. L'unica chance  4' 22"
5. Una festa sui prati  3' 20"
6. Soli  4' 07"
7. Il tempo se ne va  3' 50"
8. Splendida e nuda  5' 47"
9. C'è qualcosa che non va  5' 03"
10. Arrivano gli uomini  6' 10"
11. Ti lascio vivere  4' 32"
12. Solo da un quarto d'ora  5' 43"
13. Specchi riflessi  4' 58"
14. Che t'aggia dì 5' 10"

#### Disco 3
1. Oh Diana (Diana) (inedito 2006 interpretato da Adriano Celentano e Paul Anka)  4' 45"
2. Il ragazzo della via Gluck live 5' 56"
3. Prisencolinensinainciusol remix 5' 18"
4. Gelosia  4' 30"
5. L'arcobaleno  3' 30"
6. L'emozione non ha voce  4' 07"
7. Apri il cuore  5' 19"
8. Io sono un uomo libero  5' 46"
9. Tir  4' 29"
10. Per sempre  5' 13"
11. Respiri di vita  4' 13"
12. Le stesse cose  5' 41"
13. I passi che facciamo  5' 37"

### Tracce dell'album del 2011

#### Disco 1
1. C'è sempre un motivo
2. I want to know
3. Un albero di trenta piani
4. Una carezza in un pugno
5. Storia d'amore
6. Azzurro
7. Ciao ragazzi
8. Mondo in mi 7a
9. E voi ballate
10. Grazie prego scusi
11. Si è spento il sole
12. 24.000 baci
13. Il tuo bacio è come un rock
14. Susanna (Susanna)

#### Disco 2
1. Oh Diana (Diana)
2. Per sempre
3. I passi che facciamo
4. Io sono un uomo libero
5. Le stesse cose
6. Gelosia
7. L'arcobaleno
8. L'emozione non ha voce
9. Senza amore
10. Prisencolinensinainciusol remix
11. Il tempo se ne va
12. Soli
13. Svalutation
14. Il ragazzo della via Gluck live
15. Solo da un quarto d'ora